# Fighter
"Fighter" is de derde single van Christina Aguilera's tweede album Stripped. De single werd uitgebracht in 2003, en werd de negende top 20-hit van Aguilera in de Verenigde Staten. In veel Europese landen kwam het nummer in de top 10, in Nederland stond "Fighter" op nummer vijf, net zoals in Australië.

## Compositie en inspiratie
"Fighter" is geschreven en geproduceerd door Christina Aguilera en Scott Storch. Men twijfelt of dit nummer als een echt rocknummer bestempeld mag worden. De fans zeggen dat het een rocknummer is zonder sterke gitaren. Puristen van de rockmuziek echter zeggen dat dit een popnummer is. Beide groepen zeggen wel dat het nummer rockelementen bevat.
In haar eerste single waarin ze duidelijke rockelementen gebruikt is een duidelijk ontevreden Aguilera te horen die schreeuwt over een man die haar pijn heeft gedaan. Ze wil hem echter niet beschuldigen of pijnigen; ze wil hem bedanken. Aguilera vertelt dat ze doordat ze hem weer accepteert een sterker persoon is geworden: "Makes me that much stronger/ makes me work a little bit harder/ makes me that much wiser/ so thanks for making me a fighter." (Het maakt me zoveel sterker, het laat me harder werken, het maakt me zoveel wijzer, bedankt dat je van mij een vechter hebt gemaakt).
Christina heeft meerdere malen verteld dat dit nummer speciaal gaat over haar ex-manager Steve Kurtz, waarmee Christina heeft gewerkt bij haar eerste album. Aguilera kreeg ruzie met Kurtz omdat ze ontdekt had dat haar manager veel meer verdiensten bleek over te houden dan een normale manager zou doen. Toen Christina dit ontdekt had, ontsloeg ze hem en verving hem snel door Irving Azoff, die verantwoordelijk is voor Christina's carrière vanaf 2001. Azoff gaf haar ook de vrijheid voor haar tweede album Stripped en gaf Christina zo veel tijd als ze nodig had voor dit album. Christina zegt dat Kurtz haar liet overwerken voor haar eerste album.
"Fighter" is een van de populairste nummers van Aguilera. Het werd het officiële lied van de NBA Playoffs van 2003 en was dagelijks te horen bij de reclames tijdens de NBA-finale, die door miljoenen kijkers werden bekeken. In de officiële video voor de NBA-Finales doet Christina danspasjes met dansers op een basketbalveld. Deze single werd het meest gedraaid in Azië, vooral op de Filipijnen; hij bleef zeven weken onafgebroken op nummer één staan in de Filipijnse hitlijst.

## Videoclip
De videoclip, geproduceerd door Floria Sigismondi, is bekend geworden omdat het een van de ongewoonste clips is van Aguilera. In de video draagt ze een zwarte fluwelen kimono en heeft ze een lichte huidskleur en lang, zwart haar, wat ongeveer lijkt op iemand die de gothic-mode volgt. Drie pinnen zitten vast in haar rug, wat haar kreupel maakt. Ze zit vast in een glazen box, en haar zwarte kimono vliegt als een ballon; wanneer Christina in de glazen box zit, eten drie gothic-ballarina's fruit, en breekt het glas (dit symboliseert waarschijnlijk de verboden vrucht), waardoor Christina kan ontsnappen.
Ze verliest haar kimono wanneer ze de drie pinnen uit haar rug verwijdert en weggooit. Een wit kledingstuk bedekt met motten komt dan tevoorschijn, dat haar metaforische evolutie van een larve tot een pop symboliseert. Haar haar wordt wit, waardoor er een hoop motten op haar afkomen.
Een andere fase van haar evolutie is te zien als Christina een "Elvira"-achtige spinnenverschijning draagt. Aan het einde van het nummer zegt ze dat ze inderdaad een vechter is en schopt ze de tv-camera kapot. De video laat een metamorfose zien van Aguilera's langzame maar stabiele opbouw van haar innerlijke kracht nadat haar hart is gebroken, tot het niveau dat ze onbreekbaar wordt.

## Tracklijst
| Nr. | Titel               | Duur |
| --- | ------------------- | ---- |
| 1.  | Fighter             | 4:05 |
| 2.  | Fighter (videoclip) | 4:05 |

| Nr. | Titel                                         | Duur |
| --- | --------------------------------------------- | ---- |
| 1.  | Fighter                                       | 4:05 |
| 2.  | Fighter (Freelance Hellraiser "Thug Pop" mix) | 4:05 |
| 3.  | Beautiful (Valentin mix)                      | 5:51 |

## Hitnoteringen
"Fighter" werd een aardig succes in de Verenigde Staten; het nummer haalde de top 20 in zowel de Billboard Hot 100 als de Hot 100 Airplay.
Internationaal werd het nummer nog succesvoller, in vele Europese landen haalde het nummer ook de top 20, en het haalde de top 5 in Australië, Verenigd Koninkrijk, Canada en Nederland.

### Nederlandse Top 40
| Positie: | 20 | 8 | 5 | 6 | 10 | 12 | 16 | 24 | 35 | uit |

### NederlandseSingle Top 100
| Hitnotering: 14-06-2003 t/m 30-08-2003 | Hitnotering: 14-06-2003 t/m 30-08-2003 | Hitnotering: 14-06-2003 t/m 30-08-2003 | Hitnotering: 14-06-2003 t/m 30-08-2003 | Hitnotering: 14-06-2003 t/m 30-08-2003 | Hitnotering: 14-06-2003 t/m 30-08-2003 | Hitnotering: 14-06-2003 t/m 30-08-2003 | Hitnotering: 14-06-2003 t/m 30-08-2003 | Hitnotering: 14-06-2003 t/m 30-08-2003 | Hitnotering: 14-06-2003 t/m 30-08-2003 | Hitnotering: 14-06-2003 t/m 30-08-2003 | Hitnotering: 14-06-2003 t/m 30-08-2003 | Hitnotering: 14-06-2003 t/m 30-08-2003 | Hitnotering: 14-06-2003 t/m 30-08-2003 |
| Week:                                  | 1                                      | 2                                      | 3                                      | 4                                      | 5                                      | 6                                      | 7                                      | 8                                      | 9                                      | 10                                     | 11                                     | 12                                     |                                        |
| -------------------------------------- | -------------------------------------- | -------------------------------------- | -------------------------------------- | -------------------------------------- | -------------------------------------- | -------------------------------------- | -------------------------------------- | -------------------------------------- | -------------------------------------- | -------------------------------------- | -------------------------------------- | -------------------------------------- | -------------------------------------- |
| Positie:                               | 56                                     | 19                                     | 10                                     | 8                                      | 14                                     | 18                                     | 23                                     | 33                                     | 40                                     | 53                                     | 61                                     | 76                                     | uit                                    |

Studioalbums: Christina Aguilera · Stripped · Back to Basics · Bionic

Andere albums: Mi Reflejo · My kind of Christmas · Just Be Free · Keeps Gettin' Better: A Decade of Hits

Singles (in Nederland): "Genie in a Bottle" · "What a Girl Wants" · "I Turn to You" · "Come On Over Baby (All I Want Is You)" · "Nobody Wants to Be Lonely" · "Lady Marmalade" · "Dirrty" · "Beautiful" · "Fighter" · "Can't Hold Us Down" · "The Voice Within" · "Car Wash" · "Tilt Ya Head Back" · "Ain't No Other Man" · "Hurt" · "Tell Me" · "Candyman" · "Oh Mother" · "Keeps Gettin' Better"

Zie ook: Discografie · RCA Records